# Лајбако (Удине)
Лајбако је насеље у Италији у округу Удине, региону Фурланија-Јулијска крајина.
Према процени из 2011. у насељу је живело 88 становника. Насеље се налази на надморској висини од 200 м.